# Histoire des femmes en Occident au Moyen Âge
 (juin 2023).
Cet article se propose de traiter l'histoire des femmes en Occident au Moyen Âge. 

## Contexte
Au Moyen Âge, la Bible est l'unique outil de compréhension du monde[réf. nécessaire]. Ainsi, les représentations des femmes proviennent de ce corpus. Les commentaires qui sont faits à partir de la Bible sont le fruit d'hommes d'Église. La Bible, en plus de présenter des figures masculines, présente aussi des figures féminines, qui sont interprétées pour justifier l'infériorisation des femmes. Les figures féminines sont d'ailleurs moins nombreuses que celles masculines.  
La Genèse, qui est le premier livre de la Bible, raconte la création du monde. Il n'y a pas de hiérarchisation des sexes puisque l'homme et la femme ont été créés en même temps. L'homme est destiné à dominer toute la création. Néanmoins, dans un second récit, l'homme est créé en premier, et la femme en seconde, ce qui signifie qu'il y a une hiérarchisation des sexes. Le troisième chapitre raconte l'épisode de la chute, dans lequel l'homme croque dans le fruit de l'arbre de la connaissance, sous l'influence d'Ève. Il s'agit là du péché originel. La femme en est rendue responsable et est punie en devenant soumise à l'homme, ainsi que par l'enfantement dans la douleur. L'homme est quant à lui condamné à travailler. Pour bon nombre d'exégètes médiévaux, la femme est donc responsable des malheurs de l'humanité car il s'agit d'un être faible. Cette vision n'est pas partagée par saint Augustin qui estime que la femme n'est pas le résultat de la faute. Selon lui, elle a été créée dans un but de perpétuation de l'espèce. Certains exégètes expliquent l'infériorité de la femme pour trois raisons ; elle a été créée après l'homme, à partir de lui, n'est pas à l'image de Dieu, a été nommée par l'homme et est responsable du péché originel. D'autres pensent même qu'il y aurait eu une autre femme avant Ève, mais pas suffisamment docile. Dieu en aurait donc créé une autre plus sage. 
Dans le Judaïsme et l'Islam, Ève n'est pas tenue comme l'unique responsable de la chute. En revanche, en Occident, l'iconographie médiévale renvoie une image négative de la femme, qui est présentée comme une pécheresse et comme soumise à l'homme. Cela est quelque peu paradoxal puisqu'il y a une inégalité entre les hommes et les femmes en ce qui concerne le salut. De plus, certaines figures féminines de la Bible occupent une place fondamentale, comme Marie Madeleine, qui est la première à témoigner de la résurrection de Jésus.

## Corps des femmes
Comme vu dans la section précédente, les commentaires de la Bible sont réalisés par des hommes d'Église. Ces derniers justifient l'infériorité des femmes par leur anatomie. Trois grands principes empêchent d'observer l'anatomie des femmes à l'époque médiévale ; elles sont soumises à l'autorité absolue de l'Église, la finalité (à savoir la reproduction) et l'analogie (à savoir la soumission à l'homme). Il y a aussi l'idée que le seul corps terrestre valorisé est celui du Christ, qui a souffert pour le rachat des péchés. Le corps était perçu comme l'enveloppe de l'esprit, qui apparait supérieur. Or, la femme est associée au charnel, tandis que l'homme est associé au spirituel. 

### Interprétation
L'anatomie et la physiologie médiévale de la femme sont inspirées de la philosophie et de la médecine antique. L'utérus occupe une place fondamentale, puisque la femme est vouée à la reproduction. Pour les médiévaux, l'utérus est un sac de peau poilu à l'intérieur afin de retenir la semence masculine. Pour certains, il comprendrait deux cavités ; l'une à droite pour accueillir l'embryon masculin, et l'autre à gauche pour accueillir l'embryon féminin. D'autres pensent que l'utérus possède sept cavités. Les femmes sont considérées comme des êtres plus fragiles que les hommes, et seraient traversées par des souffles. Les fluides associés au corps féminin sont le sang, le lait et le sperme, qui fait l'objet de querelles. Le sang menstruel servirait à nourrir l'embryon. Pour Galien, les femmes sont froides et humides, elles sont donc associées à la reproduction. 
Le corps doit rester secret, c'est pourquoi certaines femmes se cachent à leur médecin. Le vêtement est rendu indispensable par la chute qui donne lieu à la pudeur. Les premiers chrétiens ont la volonté de se vêtir humblement car le vêtement est périssable. L'apparition de la mode est à mettre en parallèle avec le développement de l'industrie textile. Les femmes sont surveillées par les ordres mendiants, qui prêchent les normes vestimentaires et bannissent la séduction,. Il y a tout de même une certaine indulgence à l'égard des femmes mariées de haut rang social. Les veuves portent le voile à la manière des nones. Les ordres mendiants tentent d'ailleurs d'imposer le port du voile aux femmes mariées, ce qui est un échec. Ils préconisent aussi des talons plats pour les pieds. On voit aussi se généraliser le port de manches de plus en plus longues, au grand damne des ordres mendiants. Enfin, des lois somptuaires tentent aussi de réglementer l'habillement des femmes, mais elles sont rarement respectées,. 
Le corps féminin est aussi perçu comme un danger. Ainsi, dans certaines campagnes, les femmes sont écartées de certaines activités en période de règles car il y a l'idée que le sang menstruel empêche le blé de germer, fait rouiller le fer et terni les miroirs. Est également répandue une idée selon laquelle les enfants engendrés en période de règles seront roux ou lépreux. Enfin, l'âge avancé des femmes entraine la vigilance des hommes à leur égard car il y a l'idée que les femmes ménopausées ne sont plus purgées des impuretés par le sang menstruel. 
La conception de la femme d'Aristote demeure également toujours en vigueur ; il estime que les femmes sont moins vigoureuses que les hommes, sont faibles et ont un cerveau plus petit. Elle devrait donc rester cantonnées à l'univers domestique. Il est indéniable qu'Aristote propose là le portrait d'un être inférieur.

### Le corps voué à la reproduction
À l'époque médiévale, une forte pression sociale est palpable sur le fait d'avoir des enfants. La stérilité est toujours attribuée à la femme, bien qu'il existe des remèdes pour la guérir (selon les croyances communes). Il est aussi nécessaire d'obéir aux préconisations de l'Église pour avoir de bons enfants. L'Église s'associe aussi à la Sciences pour établir des positions sexuelles à privilégier lors des rapports sexuels ; les positions dans lesquelles les hommes sont soumis sont interdites. L'idée de plaisir n'est pas revendiquée dans les relations sexuelles puisque l'objectif premier est la reproduction. On note enfin une distorsion entre les laïcs et les clercs, puisque les seconds promeuvent le mariage chaste. 
La contraception et l'avortement sont tous deux condamnés par l'Église ; la contraception est considérée comme un délit, alors que l'avortement est perçu comme un crime. La contraception est aussi associée à la fornication, qui désigne toute pratique sexuelle sans but procréatif. À la fin du Moyen Âge, les rapports sexuels sans but reproductif sont tout de même mieux tolérés. L'avortement est délicat pour les femmes, qui sont passibles de la peines de mort. D'autres solutions s'offrent donc à elles, comme les accidents domestiques ou l'abandon. 
La grossesse est bénie et le corps de la femme enceinte perçu comme un miracle. Le meurtre d'une femme enceinte est considéré comme un crime absolu. Les femmes enceintes sont particulièrement protégées, elles sont aussi mieux traitées et mieux nourries. Pour autant, la grossesse présente des risques puisqu'on déplore 25 % de morts en couche à l'époque médiévale. D'ailleurs, on relève une pratique testamentaire répandue avant l'accouchement. Cette forte mortalité est liée à des connaissances médicales réduites, ainsi qu'à la douleur. Un enfant mort en couche va directement en Enfer puisqu'il n'est pas baptisé ; la mort de la femme est donc moins importante que celle du nouveau-né. La mortalité infantile est d'ailleurs énorme. Après l'accouchement, les femmes sont réintroduites dans la communauté de fidèles à l'issue d'une cérémonie.

## Mariage

### Mariage aristocratique
Avant la réforme grégorienne, le mariage n'était pas considéré comme un sacrement. Le douer désigne la protection de le jeune fille par les mâles de sa parentèles. Cette protection est transférée à l'époux lors du mariage. La femme se trouve alors au cœur d'une série d'échanges. Le mariage apparait comme un contrat signé entre deux pater familias. Dans certains cas, il se peut que la femme fasse l'objet d'une tentative de rapt, c'est-à-dire de mariage sans l'accord de ses parents, ce qui peut donner lieu à des conflits. 
La femme mariée peut posséder des biens et les administrer. Elle est aussi régulièrement consultée par son mari en vue de la gestion du patrimoine commun. À la mort de ce dernier, la veuve a le droit de conserver ses biens, ainsi que la dote offerte par celui-ci. Les veuves sont généralement remariées. 
L'endogamie, qui désigne le mariage à l'intérieur du groupe, est souvent pratiquée par les familles fragilisées, pour éviter un émiettement du patrimoine. L'homogamie (mariage avec une personne de même condition sociale) est la norme. Il existe aussi des cas d'hypogamie ou d'hypergamie. La monogamie est principielle mais elle n'est pas toujours respectée. La polygamie est donc interdite, tandis que le concubinage est autorisé. Il existe aussi des cas de monogamie sérielle, surtout chez les princes, où les divorces et les remariages sont fréquents. 
La société du début du Moyen Âge est une société fondée sur l'honneur. Ainsi, l'honneur des femmes est primordial. Comme les femmes sont plus faibles que les hommes, ces dernières sont davantage protégées. La période du IVe siècle-Ve siècle est une période d'opportunité pour les femmes, puisqu'on voit un certain nombre de reines assurer la régence. En revanche, à partir de l'époque carolingienne, il y a moins de fluidité et de liberté sociale, et on assiste au retour d'une homogamie stricte. Au sein de l'aristocratie, les mariages en dehors du groupe sont favorisés. De plus, les concubines sont nombreuses. Enfin, le mariage avec l'infidèle reste interdit. Un premier tournant s'opère au IXe siècle sous le pontificat de Nicolas Ier, avec deux épisodes ; le rapt de Judith, la fille de Charles le Chauve, le petit-fils de Charlemagne et le divorce de Lothaire II. À la suite de ces deux affaires, le mariage commence à se fonder sur le consentement mutuel des deux époux et l'indissolubilité. De plus, la nécessité de perpétuer la lignée devient fondamentale.

### Réforme grégorienne
La réforme grégorienne est initiée sous le pontificat de Grégoire VII. Il s'agit d'une réforme de la religiosité et de la société. Elle s'amorce à la fin du XIe siècle mais se poursuit bien après la mort de Grégoire VII. La réforme grégorienne tire ses origines chez des moines réformateurs, qui la théorisent. Il s'agit d'abord d'une réforme de la société, puisqu'elle crée une distinction entre les laïcs et les clercs, en faisant du mariage un sacrement ; le mariage est en outre réservé aux laïcs car les clercs prônent un idéal de chasteté. Il est aussi question d'une réforme de l'Église, qui vise à débarrasser cette dernière de l'emprise des laïcs, d'où la mise en place de l'élection pontificale, qui aboutit à la théocratie pontificale. Malgré la résistance des laïcs et des grands évêques, les réformateurs finissent tout de même par avoir gain de cause. Cette réforme provoque aussi un conflit entre les empereurs et la papauté. Cette réforme permet un épanouissement des mouvements évangéliques avec une floraison monastique. On assiste aussi à l'apparition d'ordres mixtes, ainsi qu'à celle des chanoines. À l'inverse, les oppositions finissent toujours par être qualifiées d'hérésies. La réforme grégorienne établit le célibat des clercs et définit les normes du mariage des laïcs ; le mariage est fondé sur le consentement mutuel des deux époux et il est indissoluble. Tout cela est institutionnalisé dans le Décret de Gratien, qui définit le mariage comme un sacrement. Seules deux conditions permettent d'annuler le mariage ; le non-consentement et la non-consommation du mariage, ainsi qu'un lien de parenté trop proche entre les deux époux. Pour ce faire, il faut intenter un procès d'Église. 
Néanmoins, au sein de l'aristocratie, on remarque un contournement permanent des lois de l'Église. De plus, la législation pontificale est difficile à appliquer. C'est d'ailleurs la raison pour laquelle le concile de Latran IV doit revenir sur les interdits de parenté, car ceux-ci ne sont pas respectés. De plus, désormais, il est nécessaire d'obtenir la bénédiction de l'Église pour se remarier.
Les grégoriens énoncent de nouveaux principes et les formalisent. Malgré tout, il existe une diversité des gestes du mariage, qui est liée au milieu social et à la zone géographique. De plus, les crises démographiques sont à l'origine d'une diminution de l'âge des deux mariés, et même d'une diminution des mariages dans le Nord de l'Europe. On constate aussi une diminution des douer et une inflation de la dote. D'ailleurs, la dote est de plus en plus payée en argent.    

### Évolution des conditions des femmes
Ces évolutions se font selon des critères édictés par les hommes. En effet, les femmes mariées sont valorisées, à l'inverse des femmes non mariées, qui ont reçu le qualificatif péjoratif de « vieilles filles ». De plus, les célibataires sont matraqués d'impôts. Pourtant, jusqu'au XIIe siècle, l'Église met en avant la virginité et l'ascèse car la femme idéale est la moniale. Le tournant intervient à partir de la réforme grégorienne qui fait du mariage un sacrement. La femme mariée commence alors à être valorisée. Dans leurs sermons ad status, qui sont des prédications du mariage, les moines dressent des modèles de comportement. Ces sermons s'adressent davantage aux femmes qu'aux hommes, car ces dernières sont les garantes des mœurs honnêtes. Pour les moines, la femme mariée idéale est jeune, vierge et possède une réputation impeccable. Elle doit aussi se montrer obéissante et respectueuse envers son époux. 
Le mariage chaste consiste à restreindre voire bannir toute activité sexuelle dans le mariage. Il s'agit d'un modèle biblique, celui de Marie et de Joseph. Le mariage chaste se fait surtout à l'initiative des femmes, car il s'agit du seul moyen pour elles d'échapper au mariage.

## Parenté

### Les trois parentés selon l'Église
Aux yeux de l'Église, il existe trois types de parentés ;
- La parenté charnelle, qui est issue de l'acte sexuel, elle est donc réservée aux laïcs. Elle est importante pour la formation religieuses des futurs chrétiens. Pour l'Église, c'est la parenté la moins importante. C'est aussi la moins valorisée par la société.
- La parenté divine, qui se trouve en haut de l'échelle. Dieu le créateur est pensé comme le Père de l'humanité. Il détient la puissance et fait régner la justice. C'est aussi lui qui dispense la grâce à la fin des temps. Ainsi, les hommes et les femmes sont les fils et les filles de Dieu et sont tous frères et sœur. Ils doivent donc obéissance à Dieu. Cette parenté est complexe car il y a l'idée que Dieu et son fils Jésus sont consubstantiels ; la consubstantialité se présente comme la parenté idéale, mais demeure impossible à reproduire sur Terre.
- La parenté spirituelle, qui se trouve entre les deux autres parentés. Elle crée un lien entre deux individus qui n'ont pas de lien de sang. La parenté spirituelle la plus répandue est le baptême. Elle aussi est complexe puisqu'elle est associée à la parenté charnelle sur la base d'un choix ; celui de l'adulte souhaitant intégrer la communauté des fidèles, ou celui des parents, qui effectuent ce choix pour leur enfant. En outre, le baptême établit un lien entre l'enfant et son parrain et sa marraine, qui sont chargés de l'éducation religieuses de ce dernier.

### Le baptême
Le baptême apparait avec le christianisme, étant mentionné dans le Nouveau Testament ; selon Jésus, le baptême est la condition d'accès au Paradis, puisqu'il permet de racheter les péchés. Le baptême est dispensé par les clercs car ces derniers sont les successeurs des apôtres. Le baptême est théorisé par les Pères de l'Église, et formalisé au milieu du XIIe siècle par Gratien. Dans l'Antiquité, le baptême est pratiqué sur les adultes. L'idéal était de se faire baptiser avant de mourir, afin de racheter ses péchés. Au début du Moyen Âge, cette pratique est toujours existante, par le biais des évêques. Le baptême des enfants provient d'une demande parentale, liée à la forte mortalité infantile de l'époque. Or, le baptême nécessite l'engagement personnel du nouveau chrétien, engagement difficile à obtenir avec les petits enfants. La solution a donc été de créer les parrains et marraines. Le baptême crée donc un lien entre l'enfant et son parrain et sa marraine, ainsi qu'entre le parrain et la marraine, et entre les parents naturels et spirituels. Cela suppose une série d'interdits, dont les mariages entre parents spirituels et filleuls, ou entre parents spirituels eux-mêmes. Par ailleurs, le baptême permet aussi de créer des solidarités. 
Avec la réforme grégorienne, le baptême coïncide désormais avec le moment où est nommé l'enfant. De plus, il y a un contrôle plus fort de l'Église et une christianisation des prénoms. Il faut toutefois attendre la fin de l'époque médiévale pour voir se généraliser le nom à deux éléments. Il existe différents types de prénoms féminins ; les prénoms auguratifs, ceux de la sainte du jour ou ceux programmatiques. Le prénom est choisi par le père, et les filles n'ont pas de nom car elle dépendent toujours d'un homme.   

### Les enfants au Moyen Âge
Pendant longtemps, les historiens ont considéré que l'amour porté aux enfants n'existait pas à l'époque médiévale. C'est notamment ce qu'affirme Philippe Ariès, expliquant que l'amour porté aux enfants est une invention de l'époque moderne. Aujourd'hui, nous savons que les médiévaux aimaient leurs enfants, comme en témoignent les jouets, les représentations ou encore les documents textuels. Cet amour s'exprime de plus en plus dans le cadre de la famille nucléaire. Dans le modèle de la famille nucléaire, l'homme est assimilé à Dieu. En ce qui concerne les femmes, la Bible donne à voir des figures de mères désemparées par la mort de leur enfant. De plus, l'iconographie biblique représente le sacrifice des femmes pour leurs enfants. Ainsi, la mère joue un rôle d'éducatrice. Jusqu'à l'âge de sept ans, elle apprend à ses enfants à parler, à marcher, etc. Après cet âge, elle prend surtout en charge l'éducation des filles, leur apprenant à bien tenir le foyer, bien se comporter avec les hommes, etc. On estime que 80 % des filles reçoivent une éducation par voie orale ou par gestes. Il existe aussi des manuels pour éduquer les enfants. De manière générale, les filles reçoivent une instruction moins poussée que les garçons, même s'il existe quelques rares exceptions. Pour bon nombre de clercs, les enfants sont trop gâtés car les mères sont trop douces. Il est donc nécessaire que le père intervienne.

## Travail
Dans la norme biblique, Dieu se repose le dimanche car il a travaillé pour créer le monde. À la suite du péché originel, l'homme est condamné au travail, et les femmes à la reproduction. Ainsi, au début du Moyen Âge, le travail des femmes est mal perçu car il va à l'encontre du rôle de la femme ; avoir des enfants. Un tournant s'opère avec la réforme grégorienne, qui permet au travail féminin de se développer. 

### Dans les champs
Dans les champs, on observe une distinction en ce qui concerne les espaces assignés aux deux sexes. Les femmes sont associées à la cuisine et à la basse-cour, principalement. À l'inverse, le travail des hommes se fait à l'extérieur. Si l'on suit les calendriers agricoles, on observe que les femmes ne sont jamais seules, puisqu'elles sont toujours accompagnées par des hommes. Il existe donc des activités mixtes. Il y a aussi certaines activités typiquement féminines comme la laine et le lait. Symboliquement, ce sont les hommes qui ensemencent la terre. Pourtant, les femmes participent elles aussi aux semailles. L'eau, qui est aussi une activité féminine, est particulièrement difficile. L'abattage des animaux est quant à lui réservé aux hommes. Les tâches masculines sont celles qui sont les plus valorisées.  

### À la ville
À partir du XIIe siècle, les métiers s'organisent en corporations. Même si les travaux féminins sont moins formels, ceux-ci sont tout de même existant. Il existe ainsi des contrats d'apprentissage pour les jeunes filles. Les femmes peuvent aussi travailler dans le domaine de l'artisanat ; celles qui sont alphabétisées peuvent s'y exercer comme comptables. Le plus souvent, les femmes nourrissent les travailleurs. À la mort de son époux, la veuve peut reprendre à sa tête la boutique, et former des apprentis. Les métiers subalternes au textile sont majoritairement féminins. À la fin de l'époque médiévale, à la faveur des épidémies de peste, on observe une amélioration de certains métiers, surtout ceux féminins. Néanmoins, la situation se dégrade dès le début de l'époque moderne.

### La prostitution
Au XIIIe siècle, l'Europe connait un important développement urbain, qui s'accompagne du développement de la prostitution. La prostitution est autorisée par l'Église car elle permet aux jeunes garçons de patienter avant le mariage. En outre, elle permet de limiter les viols et l'adultère, l'Église estime même que c'est un bon moyen pour éviter l'homosexualité. Louis IX fait d'ailleurs du bordel une institution municipale. Les prostituées se distinguent par leurs vêtements. Ainsi, ces dernières n'ont pas le droit de porter de bijoux en or afin de ne pas être confondues avec de riches femmes. Les prostituées sont jeunes et ont été violées ; elles se prostituent car elles sont démonétisées du marché du mariage. En effet, c'est une époque où les violences sexuelles sont importantes dans les villes ; 80 % des viols sont collectifs. Ces viols collectifs sont perpétrés par de jeunes garçons et les peines encourues sont minimes. À l'inverse, on assiste à l'ouverture de maisons de repenties pour les victimes de ces viols. Les bordels sont fréquentés par toutes les classes et sont considérés comme un instrument du salut des chrétiens. De plus, ils sont ouverts le dimanche, ce qui est quelque peu paradoxal puisque les relations sexuelles conjugales ne sont pas autorisées le dimanche, alors que celles avec les prostituées le sont. La prostitution est donc encadrée par l'Église. Pour autant, le métier de prostituée reste éloigné de Dieu. D'ailleurs, traiter une femme de « prostituée » reste une insulte suprême. De plus, la réputation demeure très importante dans les métiers, et il n'est pas préférable pour une femme d'être soupçonnée de se prostituer.

## Religiosité
Certaines femmes sont éprises de religiosité. Pour ces femmes, la seule alternative est d'intégrer le clergé régulier, comme moniale ou comme none. En effet, les femmes ne sont pas autorisées à intégrer le clergé séculier. Ainsi, elles ne peuvent pas célébrer la messe, rentrer en contact avec des objets sacrés, assurer la confession, etc. Le mythe de la papesse Jeanne illustre la peur qu'une femme s'introduirait dans le clergé séculier. Il apparait au XIIIe siècle, lorsque cet interdit est formulé. Il raconte l'histoire d'une femme se faisant passer pour un clerc. Elle joue si bien son rôle qu'elle parvient à se faire élire pape. Néanmoins, un jour qu'elle monte à cheval, elle accouche, ce qui révèle la supercherie. 
Au XIIe siècle, on constate un déficit de monastères féminins car ceux-ci ont été puissamment investis par l'aristocratie. Or, la demande sociale est forte, avec la réforme grégorienne et la pastorale des ordres mendiants. De plus, certaines femmes veulent mener une vie religieuse sans intégrer le clergé régulier, car elles ne veulent pas obéir à une règle comme les moines.  
Les monastères féminins se développent parallèlement aux monastères masculins, mais dans une proportion moindre. En théorie, il faut être vierge pour intégrer un monastère. Néanmoins, on voit aussi entrer des femmes qui ont été répudiées, d'autres ayant perdu leur mari et voulant échapper au remariage, ou encore des femmes voulant s'isoler du monde, avec la bénédiction de leur mari. L'aristocratie envoie aussi des jeunes filles dans les monastères afin d'éviter un émiettement du patrimoine. Le monastère est caractérisé par la clôture ; pour ceux féminins, cette clôture est plus forte. D'ailleurs, en 1215, le pape Boniface VII réaffirme la nécessité de clôture totale dans les monastères féminins, sous peine d'excommunication. Cela vient de l'idée selon laquelle les moniales sont davantage pécheresses que les moines. Pour autant, les clôtures restent perméables, comme en témoignent les nombreuses nones enceintes. 
Certaines femmes refusent d'obéir à une règle, préférant mener une vie de pénitence et de contemplation ; ces expériences religieuses sont appelées mulieres religiosae. C'est notamment le cas des recluses, qui se trouvent surtout dans les villes du Sud ; ces femmes sont emmurées seules ou à plusieurs dans de petits édifices, situés sur des lieux de passage. Il y a aussi les béguines, qui apparaissent dans le Nord de l'Europe. Ces femmes travaillent, et mènent en parallèle une vie de religieuse, sans obéir à une règle. Elles sont critiquées car elles vont à l'encontre de la réforme grégorienne qui établit la distinction entre clergé séculier et clergé régulier, ce qui suscite la critique. Certaines sont mêmes taxées d'hérésie. Enfin, on trouve également les mystiques, qui traduisent les textes sacrés en langue vulgaire. Ces dernières finissent souvent leur parcours d'expérience dans un couvent. Elles peuvent aussi faire écrire leur expérience, le plus souvent sous la forme de récits hagiographiques.